# Woo Won-shik
Woo Won-shik (koreanisch 우원식; * 18. September 1957 in Seoul) ist ein südkoreanischer Politiker, der von 2004 bis 2008 Mitglied der Gukhoe, der Nationalversammlung Südkoreas, war und seit 2012 wieder deren Mitglied ist. Seit 2024 ist er Sprecher der Gukhoe und damit Parlamentspräsident.

## Leben
Woo Won-shik absolvierte nach dem Besuch der Kyungdong High School in Seoul ein Studium der Fachrichtung Bauingenieurwesen an der Fakultät für Ingenieurwesen der dortigen Yonsei University, welches er mit einem Bachelor of Science (B.S. Civil Engineering) beendete. Ein dortiges postgraduales Studium der Fachrichtung Umweltingenieurwissenschaften schloss er mit einem Master of Science (M.S. Environmental Engineering) ab. Er lehrte als außerordentlicher Professor an der Lebens- und Umweltwissenschaften der Konkuk University. Am 30. Mai 2004 wurde er für die Unsere Offene Partei (Yeollin-uri-Partei) erstmals zum Mitglied der Gukhoe, der Nationalversammlung Südkoreas, gewählt und vertrat in dieser bis zum 29. Mai 2008 Nowon-gu, einen der 25 Stadtteile Seouls. Er trat später in die Große Vereinigte Neue Demokratische Partei GUDNP (Daetonghapminjusin-Partei), die am 5. August 2007 aus der Uri-Partei, Teilen der Freiheitspartei Koreas (Jayu-hanguk-Partei) und Teilen der Demokratischen Partei (Minju-Partei) entstanden war, aber bereits am 17. Februar 2008 in der neuen Demokratischen Partei (Minju-Partei). Er hatte zuvor für die Funktion des Vorsitzenden der GUDNP kandidiert, war aber Sohn Hak-kyu unterlegen.
Am 30. Mai 2012 wurde Woo Won-shik für die Demokratische Partei abermals Mitglied der Nationalversammlung und gehört dieser seither an. In der Folgezeit war er Mitglied der am 15. Dezember 2011 gegründeten Demokratischen Vereinten Partei (Minju-tonghap-Partei), der am 4. Mai 2013 aus dieser entstandenen Demokratischen Partei (Minju-Partei) und der wiederum aus dieser am 26. März 2014 hervorgegangenen Neuen politischen Allianz für Demokratie (Sae-jeongchi-minju-yeonhap), aus der schließlich am 26. März 2014 die heutige Gemeinsame Demokratische Partei (Deobureo-minju-Partei) entstand. Er war Sprecher und stellvertretender Vorsitzender der Fraktion der Demokratischen Vereinten Partei und der Demokratischen sowie Mitglied des Ständigen Obersten Rates der Neuen politischen Allianz für Demokratie. Innerhalb der Demokratischen Partei fungierte er unter anderem als Erster Vizevorsitzender der Konferenz für öffentliche Wohlfahrt, als Vorsitzender des Sonderausschusses für nationale ausgewogene Entwicklung und als Erster Vizevorsitzender des Grundsatzausschusses der Gesellschaft. Er war zudem zeitweilig Direktor der Independence Hall of Korea in Cheonan und engagierte sich in der Demokratischen Partei außerdem als Vorsitzender der Task Force zur Verhinderung der Einleitung von Abwasser aus dem Kernkraftwerk Fukushima ins Meer.
In der Nationalversammlung bekleidete er die Posten als Repräsentatives Mitglied im Lebenssicherheitsforum sowie als Repräsentatives Mitglied im Forschungsrat für Klimakrise und Green New Deal. In der zweiten Hälfte der 21. Legislaturperiode war er zwischen 2022 und 2024 Mitglied des Umwelt- und Arbeitsausschusses sowie zugleich Vorsitzender des Sonderausschusses für Haushalt und Rechnungsprüfung. In der aktuellen 22. Legislaturperiode wurde er am 5. Juni 2024 Nachfolger von Kim Jin-pyo als Sprecher der Gukhoe und damit als Parlamentspräsident. Mit der Wahl zum Sprecher der Nationalversammlung trat er aus der Gemeinsamen Demokratischen Partei aus und ist seither parteiloses Parlamentsmitglied.

## Weblink
- Biografie: Woo Won-shik. In: Homepage der Gukhoe. Abgerufen am 15. Dezember 2024 (englisch).